# Ciro Immobile
Ciro Immobile (* 20. Februar 1990 in Torre Annunziata) ist ein italienischer Fußballspieler, welcher aktuell beim FC Bologna unter Vertrag steht. Der Stürmer stand davor zwischen 2016 und 2024 in Diensten von Lazio Rom, dessen Rekordtorschütze er ist. Von 2014 bis 2023 spielte er zudem für die italienische Nationalmannschaft, mit welcher er die Europameisterschaft 2021 gewann.

## Karriere

### Verein

#### Anfänge
Ciro Immobile begann seine Karriere in der Jugendabteilung von Sorrento Calcio, für die er 2007/08 in der Altersstufe Allievi Nazionali 30 Tore erzielte. Im Jahr 2008 wechselte der Stürmer zu Juventus Turin. Mit der Jugendmannschaft der höchsten Altersstufe, der Primavera, gewann er 2009 den prestigeträchtigen Torneo di Viareggio.
Sein Debüt in der Profimannschaft absolvierte er am 14. März 2009 beim 4:1-Sieg im Serie-A-Spiel gegen den FC Bologna, bei dem er von Trainer Claudio Ranieri in den letzten Spielminuten für Alessandro Del Piero eingewechselt wurde. Seinen ersten Einsatz in der Champions League hatte Immobile am 25. November 2009 bei der 0:2-Niederlage bei Girondins Bordeaux. Beim Torneo di Viareggio 2010 wurde er mit zehn Treffern Torschützenkönig beim zweiten Sieg der Turiner in Folge bei diesem Turnier.

#### Zeit als „Wandervogel“
Am 1. Juli 2010 wechselte Immobile zusammen mit Luca Marrone auf Leihbasis zur AC Siena in die Serie B; im Gegenzug erhielt Juventus die drei Leihspieler Leonardo Spinazzola, Marcel Büchel und Niccolò Giannetti. Die Rückserie der Saison 2010/11 bestritt er leihweise beim Serie-B-Klub US Grosseto. In der Saison 2011/12 war Immobile an den Serie-B-Klub Delfino Pescara 1936 verliehen. Dort wurde er mit 28 Ligatoren Torschützenkönig, bildete zusammen mit Lorenzo Insigne das torgefährlichste Sturmduo der Liga und stieg unter Trainer Zdeněk Zeman als Tabellenerster in die Serie A auf.
Zur Saison 2012/13 wechselte Immobile zum CFC Genua, der für vier Millionen Euro 50 % seiner Transferrechte erwarb.

#### Durchbruch beim FC Turin
Zur Saison 2013/14 kaufte Juventus für 2,75 Mio. Euro die 50 % der Transferrechte von Genua zurück und verkaufte diese für den gleichen Betrag an den FC Turin. Beim Stadtrivalen von Juventus wurde Immobile mit 22 Toren in 33 Einsätzen Torschützenkönig der Serie A.

#### Wechsel ins Ausland

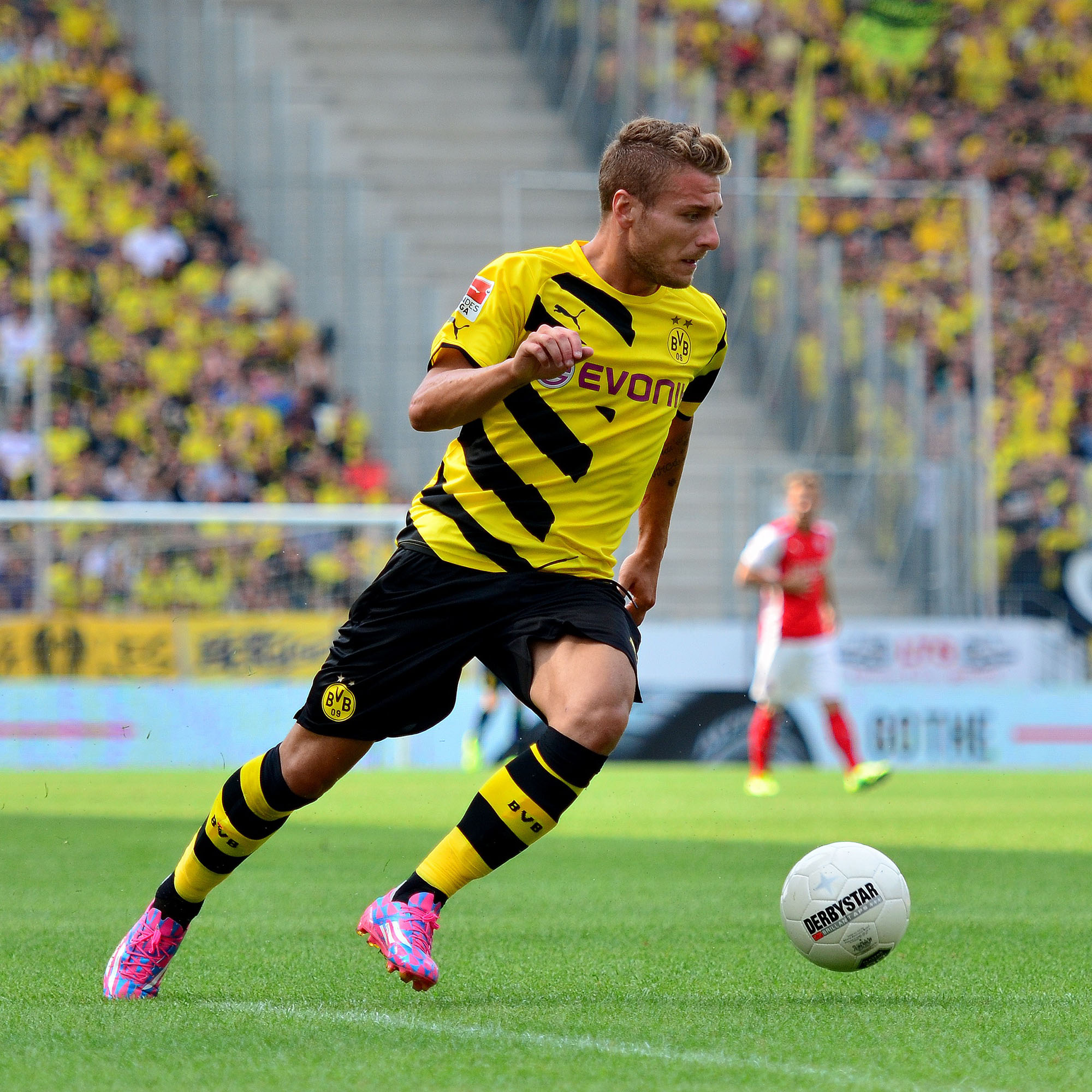
Ciro Immobile im Trikot von Borussia Dortmund (2014)

Zur Saison 2014/15 wurde Immobile vom Bundesligisten Borussia Dortmund verpflichtet. Er unterschrieb einen bis zum 30. Juni 2019 laufenden Vertrag und sollte den Platz des zum FC Bayern abgewanderten Robert Lewandowski einnehmen. Sein erstes Pflichtspieltor für den BVB erzielte er am 16. September 2014 in der Gruppenphase der Champions League gegen den FC Arsenal. Seinen ersten Bundesligatreffer markierte er am 24. September 2014 beim 2:2 im Spiel gegen den VfB Stuttgart. Am 3. März 2015 traf er im Achtelfinale des DFB-Pokals gegen die SG Dynamo Dresden erstmals zweimal für den BVB. Immobile kam in 24 Spielen in der Bundesliga auf drei Tore. In der Champions League kam er in sechs Spielen auf vier Tore und im DFB-Pokal in drei Einsätzen auf drei Tore. Er erfüllte jedoch die Erwartungen nicht. Außerdem gab es Berichte, er habe sich nicht integriert und keine Bereitschaft gezeigt, Deutsch zu lernen. Diesen Vorwurf hat er in einem späteren Interview relativiert und wie folgt richtiggestellt: „Ich sage das mal ehrlich: Deutsch war verdammt schwer zu lernen. Klopp erlaubte einen Übersetzer, Tuchel verbot ihn. Das war kompliziert, denn ich verstand den Mister kaum. Hätte ich bleiben wollen, hätte ich die Sprache lernen müssen, und das hätte gedauert.“
Zur Saison 2015/16 wechselte Immobile zunächst auf Leihbasis nach Spanien zum Europa-League-Sieger FC Sevilla. Sein Debüt im Trikot des FC Sevilla gab Immobile am 11. August 2015, als er bei der 4:5-Niederlage nach Verlängerung im UEFA Super Cup gegen den FC Barcelona in der 80. Spielminute für Kevin Gameiro eingewechselt wurde. Nach fünf Pflichtspieleinsätzen griff eine Kaufverpflichtung in Höhe von elf Millionen Euro. In acht Ligaspielen, davon vier als Spieler der Startelf, erzielte er zwei Treffer. Hinzu kamen drei Einwechslungen in der Champions League ohne eigenes Tor.

#### Rückkehr nach Italien

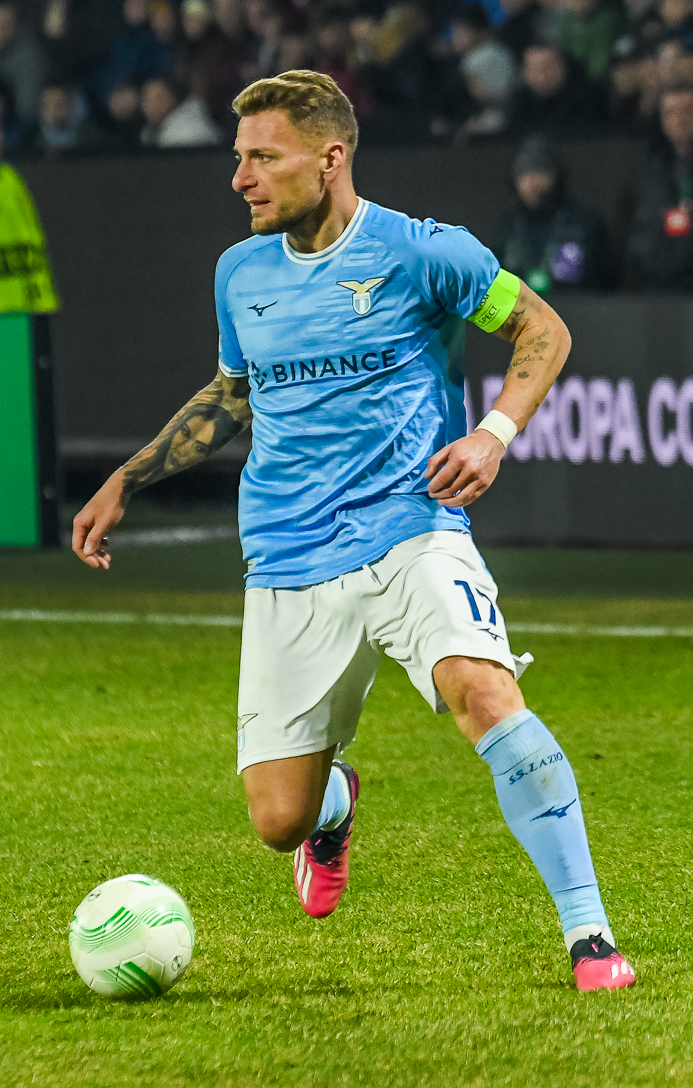
Ciro Immobile bei Lazio Rom (2023)

Nachdem sich Immobile beim FC Sevilla nicht hatte durchsetzen können, kehrte er am 14. Januar 2016 auf Leihbasis bis zum Ende der Saison 2015/16 in die Serie A zum FC Turin zurück. Dort knüpfte er an alte Leistungen an und erspielte sich mit fünf Toren in 14 Serie-A-Spielen einen Platz im italienischen Kader zur Europameisterschaft in Frankreich.
Zur Saison 2016/17 wechselte Immobile nach Auslaufen seines Leihvertrages innerhalb der Serie A zu Lazio Rom. Mit dem Verein gewann er zweimal den italienischen Supercup (2017, 2019) sowie einmal den italienischen Pokal (2018/19). In der Spielzeit 2019/20 erzielte Immobile 36 Tore in 37 Ligaspielen. Damit wurde er Torschützenkönig in der Serie A und stellte den bisherigen Torrekord von Gonzalo Higuaín aus der Saison 2015/16 ein. Darüber hinaus wurde Immobile mit dem Goldenen Schuh als Europas erfolgreichster Torjäger ausgezeichnet. Im August 2020 verlängerte Immobile seinen Vertrag mit Lazio um fünf Jahre bis zum 30. Juni 2025. In der Saison 2021/22 erzielte Immobile 27 Tore und wurde damit erneut Torschützenkönig der Serie A. Am 16. April 2023 zog sich Immobile bei einem Autounfall einen Rippenbruch zu.

#### Wechsel in die Türkei
Anfang Juli 2024 verließ er Rom nach 8 Jahren und wechselte in die Türkei zu Beşiktaş Istanbul. Am 3. August 2024 bestritt Immobile beim 5:0-Sieg gegen Galatasaray Istanbul im Superpokal sein erstes Pflichtspiel für die Türkei und erzielte dabei auch 2 Tore.

#### Rückkehr nach Italien
Im Juli 2025 wechselte er zurück in die Serie A zum FC Bologna.

### Nationalmannschaft
Nach sechs Länderspielen für die von Francesco Rocca trainierte italienische U-20 und dem Gewinn der Silbermedaille bei den Mittelmeerspielen 2009 in Pescara debütierte Immobile am 25. März 2009 beim 2:2 gegen Österreich unter Pierluigi Casiraghi in der italienischen U-21. Im Juni 2013 wurde er mit der von Devis Mangia trainierten Mannschaft bei der U-21-EM in Israel Zweiter, nachdem man das Finale gegen Spanien mit 2:4 verloren hatte.
Sein Debüt in der A-Nationalmannschaft gab Immobile am 5. März 2014 unter Trainer Cesare Prandelli bei der 0:1-Niederlage im Freundschaftsspiel im Estadio Vicente Calderón in Madrid gegen die Auswahl Spaniens.
Immobile wurde von Prandelli in den italienischen Kader für die WM 2014 in Brasilien berufen. Sein WM-Debüt gab er gegen Costa Rica beim zweiten Gruppenspiel, das für Italien mit 0:1 verloren wurde. Es folgte ein weiterer Einsatz gegen Uruguay, nach dem Italien mit einer 0:1-Niederlage aus dem Turnier ausschied. Sein erstes Länderspieltor erzielte er am 4. September beim 2:0-Sieg im Test-Länderspiel gegen die Auswahl der Niederlande.
Bei der Europameisterschaft 2016 in Frankreich wurde er in das italienische Aufgebot aufgenommen. In der Auftaktpartie gegen Belgien wurde er in der Schlussviertelstunde eingewechselt. Im letzten Gruppenspiel, als der Einzug in die K.-o.-Phase bereits feststand, stand er gegen Irland in der Startaufstellung. Im Achtel- und Viertelfinale, wo das Team dann ausschied, kam er aber nicht mehr zum Einsatz.
Bei der für Italien siegreichen Europameisterschaft 2021 stand er im italienischen Kader und kam in sechs der sieben Turnierspiele zum Einsatz.

## Erfolge
Nationalmannschaft
- Europameister: 2021

Juventus Turin
- Torneo di Viareggio (2): 2009, 2010

Delfino Pescara 1936
- Italienischer Zweitligameister: 2012

Borussia Dortmund
- DFL-Supercup-Sieger: 2014

Lazio Rom
- Italienischer Supercupsieger (2): 2017, 2019
- Italienischer Pokalsieger: 2019

Besiktas Istanbul
- Türkischer Supercupsieger: 2024

## Auszeichnungen
- Spieler der Saison:
  - Torneo di Viareggio: 2009/10
  - Serie B: 2011/12
- Torschützenkönig:
  - Serie A:
    - Spielzeit 2013/14 – 22 Tore
    - Spielzeit 2017/18 – 29 Tore
    - Spielzeit 2019/20 – 36 Tore
    - Spielzeit 2021/22 – 27 Tore

  - Serie B:
    - Spielzeit 2011/12 – 28 Tore

  - UEFA Europa League:
    - Spielzeit 2017/18 – 8 Tore

  - Torneo di Viareggio:
    - Spielzeit 2009/10 – 10 Tore
- Serie A – Spieler des Monats:
  - Oktober 2019
- Serie A – Stürmer der Saison:
  - Spielzeit 2019/20
  - Spielzeit 2021/22
- Team des Jahres der Serie A: 2014, 2018, 2020, 2022
- Goldener Schuh der UEFA: 2019/20 (36 Tore)
- Verdienstorden der Italienischen Republik (Ritter) – für den Gewinn der Europameisterschaft 2021[23]